# Śnieżka i Różyczka
Śnieżka i Różyczka (niem. Schneeweißchen und Rosenrot) – niemiecki film familijny z 2012 roku, należący do cyklu filmów telewizyjnych Najpiękniejsze baśnie braci Grimm. Film jest adaptacją baśni braci Grimm pt. Białośnieżka i Różyczka.

## Fabuła
Śnieżka i Różyczka są siostrami, które mieszkają wraz z matką w małym domku w środku lasu. Niezwykłą urodą i inteligencją dziewczynek zachwyceni są okoliczni mieszkańcy, wielu z nich zazdrości ich matce takich zdolnych córek. Pewnego dnia, do chatki kobiet przywędrował niezwykły gość. Okazał się nim niedźwiedź, który opowiada swoją historię. Niedźwiedź twierdzi, że jest zaczarowanym księciem, tylko ciąży na nim klątwa. Śnieżka i Różyczka postanawiają mu pomóc. 

## Obsada
- Sonja Gerhardt: Śnieżka
- Liv Lisa Fries: Różyczka
- Jule Ronstedt: mama
- Detlev Buck: Zwerg
- Thomas Rühmann: król
- Daniel Axt: ksiażę Jakob
- Thorsten Merten: Hofrat
- David Berton: Gaukler
- Volker Michalowski: Zwerg
- Daniel Schütter: Gaukler
- Wolfgang Lindner: Bär
- Maximilian Grünewald: książę Kasper
- Monique Schröder: Różyczka jako dziecko
- Maja Brandau: Śnieżka jako dziecko
- Björn von der Wellen: jednoręki farmer